# Schwetzingen
Schwetzingen este un oraș în nord-vestul landului Baden-Württemberg, la circa 10 km de Heidelberg. Se află la o altitudine de 101 m deasupra nivelului mării. Are o suprafață de 21,63 km². Populația este de 21.609 locuitori, determinată în 31 decembrie 2023, prin actualizare statistică[*].
În orașul se află Castelul Schwetzingen, fosta reședință de vară a principilor electori palatini Carol Filip (1661-1742) și Carol Teodor (1724-1799).